# Церковь Успения Пресвятой Богородицы (Травник)
Церковь Успения Пресвятой Богородицы (серб. Црква Успења Пресвете Богородице) — храм Дабро-Боснийской митрополии Сербской православной церкви в городе Травнике. Национальный памятник Боснии и Герцеговины.

## История
Православные христиане начали селиться Травнике в середине XVIII века. Вплоть до середины XIX они не имели собственной церкви, а окормлялись священниками из соседнего села Граховик.
Церковь построена в 1854 году с одобрения османских властей на земле, подаренной Шемсибегом Ибрагимпашичем-Кукавчичем. Имена архитекторов и строителей не сохранились. В 1870 году возле церкви была открыта первая сербская школа. В 1903 году школа переехала в новое здание, а старое помещение начало использоваться как приходской дом и крестильня. В 1911 году была проведена реконструкция церкви. В 1923 году в Сплите был вылит колокол. Стены церкви расписал в 1930-х годах академический художник Роман Петрович.
В 1956 году здание бывшей школы было национализировано, но одна комната на первом этаже продолжала использоваться для нужд священства. В 1988 году крестильня была закрыта, а священник переехал в другой дом. С тех пор в здании жили чиновники общины.
Во время Боснийской войны (1992—1995) храм не действовал. Южная стена здания была повреждена в результате миномётного обстрела. В 2000 году храм был вновь открыт.

## Архитектура
Храм однонефный, имеет прямоугольную основу 18 м × 11,2 м. К западной стороны пристроена колокольня в плане 2,6 м × 2,6 м. Высота церкви составляет 10,6 м, высота колокольни, не считая креста высотой 1,6 м, составляет 19,9 м.